# Im Jiewitt
Im Jiewitt ist ein Naturschutzgebiet in der niedersächsischen Gemeinde Neuenkirchen in der Samtgemeinde Neuenkirchen im Landkreis Osnabrück.
Das Naturschutzgebiet mit dem Kennzeichen NSG 165 ist 8,4 Hektar groß. Es steht seit dem 2. November 1985 unter Naturschutz. Zuständige untere Naturschutzbehörde ist der Landkreis Osnabrück.
Das Gebiet liegt südwestlich von Neuenkirchen und stellt den Rest eines kleinen Moores unter Schutz, das mit Moorbirkenwald bestanden ist. Der Moorrest ist von Binnendünen der Plantlünner Sandebene umgeben, auf denen Kiefern- und Birken-Eichenwald wächst. 
Das Naturschutzgebiet ist fast vollständig von landwirtschaftlichen Nutzflächen umgeben. Ein kultivierter Streifen, der ebenfalls landwirtschaftlich genutzt wird, reicht in das Naturschutzgebiet hinein. Am Westrand befindet sich eine kleine Fläche, auf der Sand abgebaut wird.